# Cova de Deníssova
La cova de Deníssova (rus: Дени́сова Пеще́ра, en altai: Аю-Таш) és una cova situada al massís de l'Altai coneguda pel seu interès paleontològic i arqueològic.
Administrativament la cova se situa a uns 150 km al sud de Barnaül, vora la vila de Txorni Anui (rus: Чёрный Ануй) al krai de l'Altai, prop de la frontera amb la República d'Altai. Consta de tres galeries: la principal (situada al centre), la galeria est i la galeria sud. Els sediments de la cova són rics en restes d'animals, molts d'ells extints. S'hi han trobat restes de 66 espècies diferents de mamífers i 50 espècies diferents d'ocells, a més de rèptils i altres vertebrats. Una de les troballes més importants fou un fragment de falange homínida femenina, que obrí la porta a la definició del que es batejà com a hominí de Deníssova en referència a aquesta cova. D'altra banda, el pol·len trobat entre els sediments de la cova s'ha fet servir per recerca paleoclimatològica.